# Coalition noire-rouge-verte

Drapeau du Kenya.

Une coalition noire-rouge-verte (en allemand : Schwarz-rot-grüne Koalition) – surnommée « coalition kényane » (en allemand : Kenia-Koalition) – est un type de coalition gouvernementale allemande.
Elle rassemble l'Union chrétienne-démocrate d'Allemagne (CDU), dont la couleur est le noir, le Parti social-démocrate d'Allemagne (SPD), dont la couleur est le rouge, et l'Alliance 90 / Les Verts (Grünen), dont la couleur est le vert.

## Histoire
La constitution d'une telle alliance, tripartite, est envisagée avec l'éclatement progressif du système partisan allemand. La première tentative a lieu après les élections législatives régionales du 14 septembre 2014 en Thuringe, des entretiens exploratoires ayant eu lieu entre les trois formations. Finalement, le SPD et les Grünen ont privilégié la constitution d'une « coalition rouge-rouge-verte » avec Die Linke, formant alors une majorité parlementaire plus réduite.
L'idée d'une telle alliance revient à la suite des élections législatives régionales du 13 mars 2016 en Saxe-Anhalt, lors desquelles la grande coalition sortante perd sa majorité au Landtag. Les négociations aboutissent et permettent la création de la première coalition kényane régionale.

## Dans les Länder

### En Saxe-Anhalt
| Députés | Dates                                                         | Ministre-président | Ministre-président | Ministre-président | Cabinet     |
| ------- | ------------------------------------------------------------- | ------------------ | ------------------ | ------------------ | ----------- |
| 46 / 87 | 25 avril 2016 – 16 septembre 2021 (5 ans, 4 mois et 22 jours) |                    | Reiner Haseloff    | CDU                | Haseloff II |

### Au Brandebourg
| Députés | Dates                                                   | Ministre-président | Ministre-président | Ministre-président | Cabinet    |
| ------- | ------------------------------------------------------- | ------------------ | ------------------ | ------------------ | ---------- |
| 50 / 88 | 20 novembre 2019 – 11 décembre 2024 (5 ans et 21 jours) |                    | Dietmar Woidke     | SPD                | Woidke III |

### En Saxe
| Députés  | Dates                                                            | Ministre-président | Ministre-président | Ministre-président | Cabinet       |
| -------- | ---------------------------------------------------------------- | ------------------ | ------------------ | ------------------ | ------------- |
| 67 / 119 | 20 décembre 2019 – 19 décembre 2024 (4 ans, 11 mois et 29 jours) |                    | Michael Kretschmer | CDU                | Kretschmer II |